# Marlow (New Hampshire)
Marlow – miasto w Stanach Zjednoczonych, w stanie New Hampshire, w hrabstwie Cheshire.